# 비크 성당

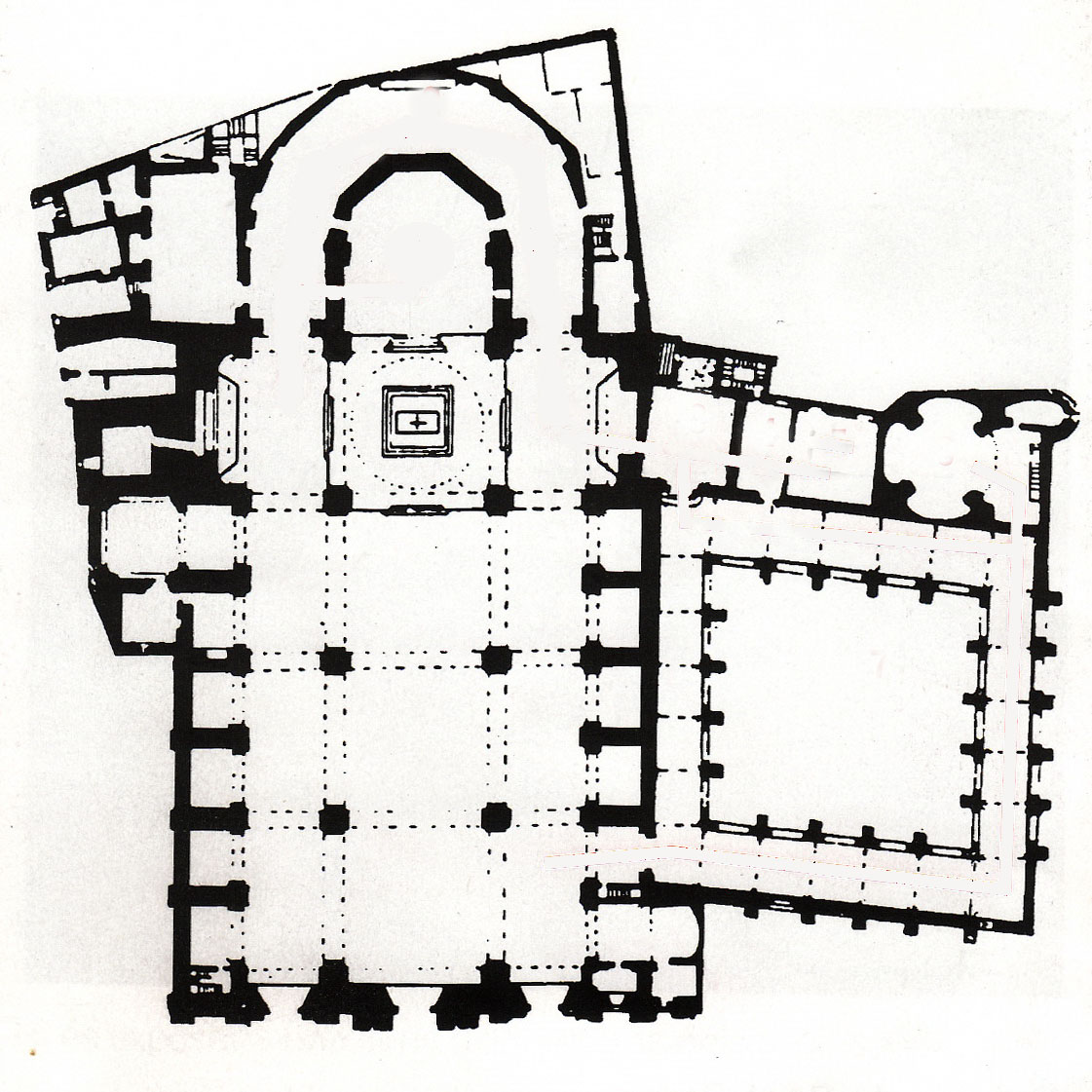
설계도

비크 성당(카탈루냐어: Catedral de Vic, 스페인어: Catedral de Vich), 공식적으로 성 베드로 성당(스페인어: Catedral de Sant Pere Apòstol, 스페인어: Catedral de San Pedro Apóstol)은 카탈루냐 비크의 로마 가톨릭 성당이다. 비크 지역의 대성당이다.
로마식, 고딕, 바로크, 신고전주의 양식의 조합으로 이루어져 있다.
비크의 성당은 516년 이후에 문서에 등장하는데, 717년에서 718년 사이의 아랍 침공 시기에 파괴되었다. 886년에 윌프레드 백작이 다시 사람을 살게 하였을 때 재건되었다. 아밧 올리바에 의해 11세기에 로마식으로 리모델링되었는데, 종탑과 지하실이 현재에도 남아 있다. 특히 지하실은 로마식 이전의 양식을 보존하고 있다. 회랑은 14세기에 즈음하여 고딕 양식으로 건축되었고, 예배당은 이후에 바로크 양식으로 건축되었다.
1787년 이전에, 비크 성당은 산타 마리아 라 로도나 성당과 같은 건물이었다. 1787년에 비크 성당을 확장하기 위해 해체되었고, 현재에는 두 성당이 인근에 있다. 확장 도중에, 건물은 신고전주의 양식으로 재건축되었다. 현재 대부분의 로마네스크 양식과 고딕 양식의 건물 부분은 비크 주교 박물관에 보존되어 있다. 성당은 스페인 내전 도중인 1936년 화재로 전소되었지만 이후 복구되었다.
역사적인 카탈루냐 기인 아밧 올리바가 이 성당 안에 묻혀 있다. 이 성당에서 가장 유의미한 부분은 로마네스크 종탑, 지하실과 고딕 회랑이다.